# Аділь-Герей I
Аділь-Герей I Музаффар (? —1615) — шамхал Газікумухський з 1609 до 1615 року, визначний військовий гетьман, тривалий час боровся проти зазіхань Московського царства та сефевідської Персії.

## Життєпис
Син Сурхая II, онук Чопана II Мухтешема (обидва шамхали). Про дату народження немає відомостей. При народжені отримав ім'я Герей-хан. У 1578 році від свого діда отримав володіння в Гелі. У 1589 році при сходжені на трон свого батька на з'їзді знаті підтвердив свої володіння.
У 1594 році московські війська на чолі із князем Хворостиніном рушили на підкорення Дагестану, перш за все Дербента. Незабаром раптовим ударом московити захопити м. Тарки. Проти них на чолі шамхальського війська виступив Герей-хан. Битва відбулася на рівнині, на Манасському узмор'ї, у Буйнака. В результаті запеклого бою Хворостинін зазнав поразки, втративши 3000 вояків. За цю звитягу отримав прізвисько «Музаффар», тобто «Переможний». Тим не менш, московитам вдалося закріпитися острогами в Засулакській області: Красноярський, Койсинський та Сунженський.
Герей-хан після здобутої перемоги відійшов до своїх володінь. У 1604 році зі значними військами до земель шамхальства вдерлося нове 50-тисячне московське військо на чолі з Бутурліним та Плещеєвим. Старий шамхал Сурхай II відступив в гори, а проти ворога відправив Герей-хана. Йому на допомогу прийшов Султан-Мута, Едиреєвський володар з 13-тисячним кабардино-кримськотатарським військом. Наприкінці року разом з Султан-Мутою перемогли 5-тисячне московське військо, яке Бутурлін відправив до Астрахані. В цей час помер шамхал Сурхай II. Герей намагався претендувати на трон шамхала, проте програв вибори Андію.
На початку 1605 року Герей-хан разом з союзниками розпочали нові атаки проти московитів. Зрештою шамхальські війська оточили Бутурліна у Тарки. Водночас спрямував загін проти Красноярського острогу, змусивши залогу на чолі із князем Долгоруким відступити. Потім після тривалої та запеклої облоги московського війська в Тарки, змусив воєвод підписати угоду щодо відступу за межі Дагестану. Втім згодом разом з Султаном-Мутой виступив за московським військом й у запеклій битві на Караманському полі було завдано ворогові рішучої поразки.
Проте вже у 1606 році Герей-хан виступив за укладання мирної угоди з Московським царством. У 1609 році він домігся обрання себе шамхалом (ймовірно Андія-шамхала було відсторонено від влади). Герей-хан прийняв ім'я Аділь-Герей.
У зовнішній політиці намагався проводити політику маневрування між Московським царством, де тоді при владі був Борис Годунов, та Персією, де володарював Аббас I Великий. Шамхал Аділь-Герей спрямував послів до Москви, з якою налагодив відносини. Водночас заявив про вірність перському шаху. У 1610 році при посередництві кабардинського мурзи Хорошая приніс присягу (шерт) московському царю Василю IV Шуйському. У 1611—1612 роках при підтримці персів здійснив похід проти акушинців.
У 1612 році за умовами Стамбульського договору між Османською імперією та Персією було визнано зверхність османів над Газікумухським шамхальством, а Аділь-Герей визнав себе підданцем султана.
У 1614 році через свого посла Томулдука підтвердив присягу царю Михайлу I Романову. В тому ж році, виконуючи свої союзницькі зобов'язання перед Москвою, Аділь-Герей сприяє новому московському уряду в його боротьбі із завойовником Астрахані — отаманом І.Заруцьким. Помер Аділь-Герей I у 1615 році за невідомих обставин.